# Thénardite
La thénardite (simbolo IMA: Thn) è un minerale appartenente alla famiglia dei "solfati (selenati, tellurati, cromati, molibdati, tungstati)" con composizione chimica Na2(SO4).

## Etimologia e storia
Il minerale fu chiamato nel 1826 thenardite (senza accento) da J.L. Casaseca in onore del suo mentore, Louis Jacques Thénard (1777-1857) professore di chimica all'università di Parigi (Francia), e pubblicata sia in francese che in inglese. In entrambi gli articoli, il nome del minerale era senza accento, anche se il cognome Thénard è scritto diversamente.
Nelle pubblicazioni più vecchie, il nome del minerale è thenardite (senza acuto sopra la e), che, tuttavia, non è conforme alle linee guida dell'Associazione Mineralogica Internazionale (IMA) per la denominazione dei minerali, secondo le quali, ad esempio, i minerali che prendono il nome da una persona devono essere adattati all'ortografia del nome (Le uniche eccezioni sono gli spazi e le lettere maiuscole, che vengono eliminate dal nome del minerale).
Entrambe le grafie, thenardite e thénardite, sono state utilizzate in letteratura fino al 2014, quando è stata accettata la proposta IMA 14-A e il nome del minerale "thénardite" è diventato thénardite, in accordo con la grafia originale del cognome.

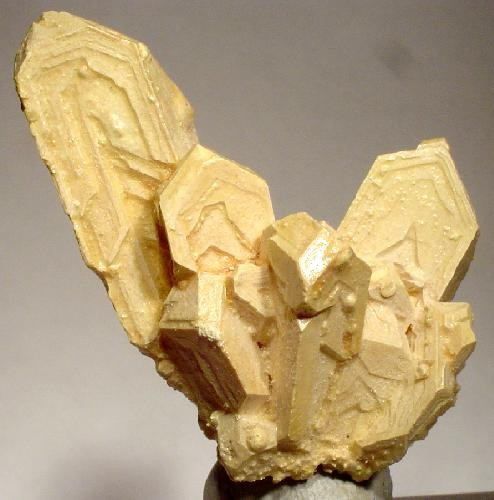
Esemplare di thénardite e mirabilite proveniente dalla contea di Kern, in California

## Classificazione
La classica nona edizione della sistematica dei minerali di Strunz, aggiornata dall'Associazione Mineralogica Internazionale (IMA) fino al 2009, elenca la thénardite nella classe "7. Solfati (selenati, tellurati, cromati, molibdati, tungstati)" e nella sottoclasse "7.A Solfati (selenati, ecc.) senza anioni aggiuntivi, senza H2O"; questa viene più finemente suddivisa in base alla dimensione dei cationi coinvolti, in modo tale da trovare la thénardite nella sezione "7.AC Con cationi di media e grande dimensione" dove è l'unico membro della sezione nº 7.AC.25.
Tale classificazione rimane invariata anche nell'edizione successiva, proseguita dal database "mindat.org" e chiamata Classificazione Strunz-mindat, dove la thénardite è però in compagnia del minerale glauberite.
Nella Sistematica dei lapis (Lapis-Systematik) di Stefan Weiß la thénardite è elencata nella classe dei "solfati, cromati, molibdati e tungstati" e nella sottoclasse dei "solfati anidri [SO4]2-, senza anioni estranei"; qui è nella sezione dei minerali con "cationi molto grandi" dove forma il sistema nº VI/A.07 insieme ad arcanite e mascagnite.
Anche la classificazione dei minerali secondo Dana, usata principalmente nel mondo anglosassone, elenca la thénardite nella famiglia dei "solfati, cromati e molibdati"; qui è nella classe dei "solfati" e nella sottoclasse degli "acidi e solfati anidri (A+)2XO4", dove forma il sistema nº 28.02.03 come unico membro.

## Abito cristallino
La thénardite cristallizza nel sistema ortorombico nel gruppo spaziale Fddd (gruppo nº 70) con i parametri reticolari a = 5,86 Å, b = 12,3 Å e c = 9,82 Å, oltre ad avere 8 unità di formula per cella unitaria.

## Origine e giacitura
La thénardite è stata trovata tipicamente nei depositi evaporitici lacustri (laghi salati e di soda) nelle regioni aride, anche come croste ed efflorescenze in un'ampia gamma di ambienti geologici, ma anche come precipitati attorno alle fumarole.
La thénardite è un minerale piuttosto comune ed è stato trovato in numerosi siti sparsi per i vari continenti. Qui si ricorda la sua località tipo, le saline di Espartinas a Ciempozuelos, città della comunità autonoma di Madrid (Spagna).

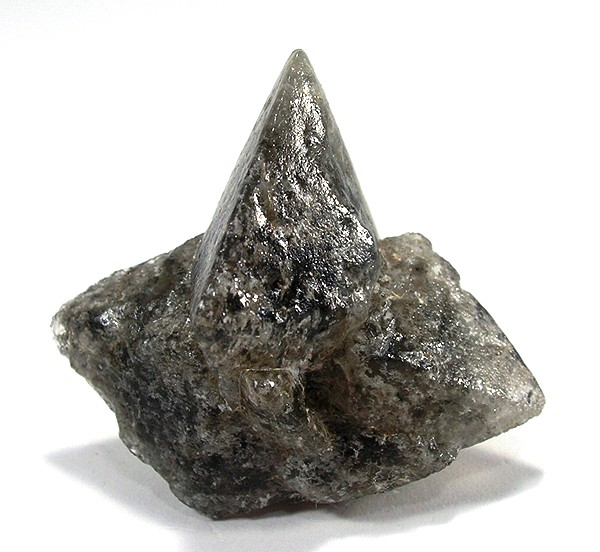
Cristalli di thénardite spruzzati con gommalacca per preservarli dalla disidratazione

## Forma in cui si presenta in natura
La thénardite forma solitamente cristalli dipiramidali o tabulari, raramente prismatici, con dimensioni fino a 20 cm; si presenta anche come croste polverulente ed efflorescenze. I minerali associati sono mirabilite, blödite, glauberite, epsomite, gesso, natron e halite.
Il minerale è da trasparente a traslucido, con lucentezza da vitrea a resinosa; è incolore, ma può essere anche grigio molto chiaro o marrone chiaro, mentre è incolore alla luce trasmessa. Il colore del suo striscio è bianco.

## Proprietà
La thénardite è facilmente solubile in acqua e possiede un sapore leggermente salino. In condizioni di umidità, assorbe l'acqua, scomponendosi in mirabilite. Sotto la luce ultravioletta a onde corte, mostra una fluorescenza bianca e sotto la luce ultravioletta a onde lunghe, una fluorescenza giallo-verde.